# Élection présidentielle zimbabwéenne de 2013
Une élection présidentielle s'est tenue au Zimbabwe le 31 juillet 2013. Il s'agit d'une élection au suffrage universel direct.

## Contexte
L'élection devait initialement avoir lieu en 2013, le gouvernement a ensuite avancé sa tenue à 2012. Avant l'élection, « une nouvelle Constitution doit être négociée » entre les deux partis au pouvoir, qui doit réduire les pouvoirs de la présidence et limiter le nombre de mandats du président. Robert Mugabe a toutefois fait savoir qu'il serait de toute manière candidat. En raison de la longueur des négociations sur la constitution, l'élection n'est plus avancée à 2012. Le 3 février 2013, le Premier ministre Morgan Tsvangirai annonce le référendum sur la constitution pour mars et les élections pour juillet. Le 16 mars, la nouvelle constitution est très largement approuvée par les électeurs.
Robert Mugabe a annoncé son espoir que la présidentielle, ainsi que les élections législatives qui doivent se tenir autour de la même date, puissent permettre à l'Union nationale africaine du Zimbabwe - Front patriotique (ZANU-PF) de gouverner à nouveau seul, mettant fin au gouvernement de coalition avec le Mouvement pour le changement démocratique (MDC). L'élection permettrait, dit-il, de « creuser la tombe de ce monstre » qu'est le gouvernement d'unité nationale,.
La Cour constitutionnelle ayant statué que l'élection devait se tenir le 31 juillet au plus tard, c'est cette date que fixe par décret le président Mugabe, à la mi-juin. Le Premier ministre, Morgan Tsvangirai, s'y oppose, demandant des élections fin août afin que le Parlement ait le temps d'introduire des réformes électorales. Tsvangirai souhaite notamment un accès équitable aux médias durant la campagne électorale, et que les forces assurant la sécurité durant l'élection ne soient plus inféodées au ZANU-PF ; durant les élections précédentes, en 2008, ces forces avaient orchestré une campagne de violences et d'intimidations contre les partisans de Tsvangirai.

## Candidats
Il y a cinq candidats.
Robert Mugabe, président sortant, au pouvoir depuis 1980 (président de la République depuis 1987, Premier ministre auparavant) est le candidat de l'Union nationale africaine du Zimbabwe - Front patriotique (ZANU-PF). Âgé de 89 ans, il aurait 94 ans à l'issue de son nouveau mandat s'il remportait cette présidentielle.
Morgan Tsvangirai, Premier ministre sortant et candidat malheureux en 2008, est le candidat du Mouvement pour le changement démocratique (MDC).
Ce sont les deux principaux candidats. Les trois autres sont : Welshman Ncube, ministre sortant de l'Industrie et du Commerce, initialement membre du MDC mais fondateur d'un mouvement dissident, le Mouvement pour le changement démocratique – Ncube ; Dumiso Dabengwa, candidat de l'Union populaire africaine zimbabwéenne (ZAPU), parti qui avait fusionné avec le ZANU-PF en 1987 avant de s'en dissocier à nouveau en 2008 ; et Kisinoti Munodei Mukwazhe, du Parti pour le développement du Zimbabwe.

## Résultats
Robert Mugabe remporte l'élection présidentielle dès le premier tour avec 61 % des voix, contre 34 % à son principal rival, le Premier ministre Morgan Tsvangirai. Celui-ci conteste les résultats, de même que la communauté internationale, inquiète des nombreuses irrégularités.